# Sergei Wladimirowitsch Bulanow
Sergei Wladimirowitsch Bulanow, russisch Сергей Владимирович Буланов, englische Transkription Sergei Bulanov, (* 16. August 1947) ist ein russischer Plasmaphysiker.
Bulanow studierte in den 1960er Jahren am Moskauer Institut für Physik und Technologie und begann sich mit theoretischer Astrophysik und Plasmaphysik (zum Beispiel Plasmen erzeugt durch Hochleistungslaser) zu befassen. Bulanow war dort ein Schüler von Sergei Iwanowitsch Syrowatski und Witali Lasarewitsch Ginsburg. Er ist am National Institute for Quantum and Radiological Science and Technology in Kyoto und am Institut für allgemeine Physik der Russischen Akademie der Wissenschaften namens A.M. Prochorow (Институт общей физики имени А. М. Прохорова РАН).
Er untersuchte unter anderem die Idee relativistischer Spiegel zur Erzeugung von Röntgenstrahlung, wobei die Reflexion eines Laserstrahls an Plasmawellen erfolgt, die durch nichtlineare Wechselwirkungen aufgesteilt sind und eine dünne Schicht relativistischer Elektronen bilden. Sie sollen eine Alternative zu Synchrotronstrahlungsquellen und Freie-Elektronen-Laser bilden. Das Konzept soll nicht nur für die Entwicklung kompakter Strahlungsquellen dienen, sondern auch der Grundlagenforschung in der Quantenelektrodynamik (Quanten-Phänomene in starken elektromagnetischen Feldern wie Elektron-Positron-Paarerzeugung aus dem Vakuum). Er arbeitete auch an der Teilchenbeschleunigung mit Laserplasmen (über den Strahlungsdruck). Er arbeitet an einem Laser-Ionenbeschleuniger für die Krebstherapie.
2016 erhielt er mit Hartmut Zohm den Hannes-Alfvén-Preis für ihre experimentellen und theoretischen Beiträge zur Entwicklung der nächsten Stufe von großmaßstäblichen Geräten der Erforschung von Hochtemperaturplasmen (Laudatio).

## Schriften
- S. V. Bulanov, T. Zh. Esirkepov, A. S. Pirozhkov, N. N. Rosanov: Relativistic mirrors in plasmas. Novel results and perspectives, Phys. Uspekhi, Band 56, 2013, S. 429–465, Abstract
- S. V. Bulanov, T. Zh. Esirkepov, T. Tajima: Ultrahigh Light Intensification by a Counter-Propagating Breaking Plasma Wave - Relativistic Flying Parabolic Mirror, Phys. Rev. Lett., Band 91, 2003, S. 085001, Arxiv
- mit Esirkepov, Tajima u. a.: Generation of High Quality Laser Accelerated Ion Beams, Phys. Rev. Lett., Band 89, 2002, S. 175003, Arxiv
- mit anderen: On the Schwinger limit attainability with extreme power lasers, Phys. Rev. Lett., Band 105, 2010, S. 220407, Arxiv
- mit Esirkepov: Fundamental Physics and Relativistic Laboratory Astrophysics with Extreme Power Lasers, EAS Publ. Series 58, 2012, S. 7–22, Arxiv
- mit T. Zh. Esirkepov, M. Kando, J. Koga: Relativistic Mirrors in Laser Plasmas (Analytical Methods), ICPIG-2015, Iasi, Arxiv

Er ist Herausgeber der Tagungsbände von drei internationalen Symposien in Kyoto Laser-driven relativistic plasmas applied for science, industry, and medicine (erschienen American Institute of Physics, 2008, 2009, 2011).